# Andrei Kurbski
Andrei Mihailovici Kurbski (1528–1583) a fost un om politic și scriitor rus.
Prieten apropiat cu Ivan cel Groaznic, a purtat cu acesta un schimb de scrisori care constituie un adevărat document literar.
În 1573 a publicat Istoria marelui cneaz al Moscovei (История кн. великого Московского, "Istoriia kniaze velikogo Moskovskom"), remarcabilă prin stil și tehnică oratorică, a adevărată sinteză a retoricii umanismului și prin care a manifestat o matură conștiință pentru acea epocă.
- genealogie (Андрей Михайлович Курбский)

1. ↑  Ciuvașskaia iențiklopedia
2. 1 2 3 4  Kniaziowie litewsko-ruscy od końca czternastego wieku, p. 195
3. 1 2  Kniaziowie litewsko-ruscy od końca czternastego wieku, p. 194
4. ↑  Kniaziowie litewsko-ruscy od końca czternastego wieku, p. 113, 194–195